# 大陸と海洋の起源
『大陸と海洋の起源』（たいりくとかいようのきげん、独：Die Entstehung der Kontinente und Ozeane）は、ドイツの気象学者アルフレート・ヴェーゲナーが大陸移動説を提起し論じた古典的名著。
ヴェーゲナー自身の主著で、初版は1915年に刊行、版を重ねるごと（1920年に第二版、1922年に第三版）に全面的に書き直しを行い、1929年に最終改訂・第四版を刊行した。
本書が主張した大陸移動説は、人工衛星による精密な測地観測が進み、大陸が実際に移動している状況が直接的に観測され実証されている。研究の大幅な進展により、本書内容には少なからず誤りが判明しているが、自然科学の真理探求の過程を克明に描写した点において、本書は古典としての多大な意義を持っている。

## 日本語訳
- ヴェーゲナー『大陸と海洋の起源　大陸移動説』都城秋穂・紫藤文子訳、岩波文庫（上・下） 1981年。ISBN 4003390717・ISBN 4003390725
- アルフレッド・ウェゲナー『大陸と海洋の起源』竹内均 訳・解説、講談社ブルーバックス、2020年。ISBN 4065194040
  - 講談社、1975年。講談社学術文庫（改訂版）、1990年。原著は各・第四版